# روبرت لويس دابني
روبرت لويس دابني (بالإنجليزية: Robert Lewis Dabney)‏ هو عالم عقيدة ومهندس معماري أمريكي، ولد في 5 مارس 1820، وتوفي في 3 يناير 1898.